# Phare Cabo de Hornos
Ne doit pas être confondu avec Phare Monumental Isla Hornos.
Pour les articles homonymes, voir Cabo de Hornos (homonymie).
Le phare Cabo de Hornos  (en espagnol : faro Cabo de Hornos)  ou petit phare du cap Horn est un phare situé au sud de l'île Horn (archipel L'Hermite) au  Chili, à environ 1,5 kilomètre à l'est du cap Horn. Il a une grande importance pour la navigation maritime : en effet, on estime que 10 000 marins ont péri au large du phare et que 800 navires ont été engloutis.

## Description
C’est une tourelle cylindrique en fibre de verre de 4 mètres  de Haut, portant une balise moderne. La tourelle est blanche avec une bande rouge. La balise émet, à une hauteur focale de 40 mètres au-dessus du niveau de la mer, un bref flash blanc de 0,5 seconde, toutes les 12 s. Sa portée est de 7 milles nautiques environ 13 km.
Identifiant : ARLHS : CHI-006 - Amirauté : G1336 - NGA : 111-2712 .

## Caractéristique dufeu maritime
Fréquence : 12 secondes (W)
- Lumière : 0.5 seconde
- Obscurité : 11.5 secondes